# ناکاگاوا، فوکوئوکا
ناکاگاوا، فوکوئوکا (به لاتین: Nakagawa, Fukuoka) یک منطقهٔ مسکونی در ژاپن است که در استان فوکوئوکا واقع شده‌است. ناکاگاوا ۵۰٬۲۷۵ نفر جمعیت دارد.